# 布雷舞曲

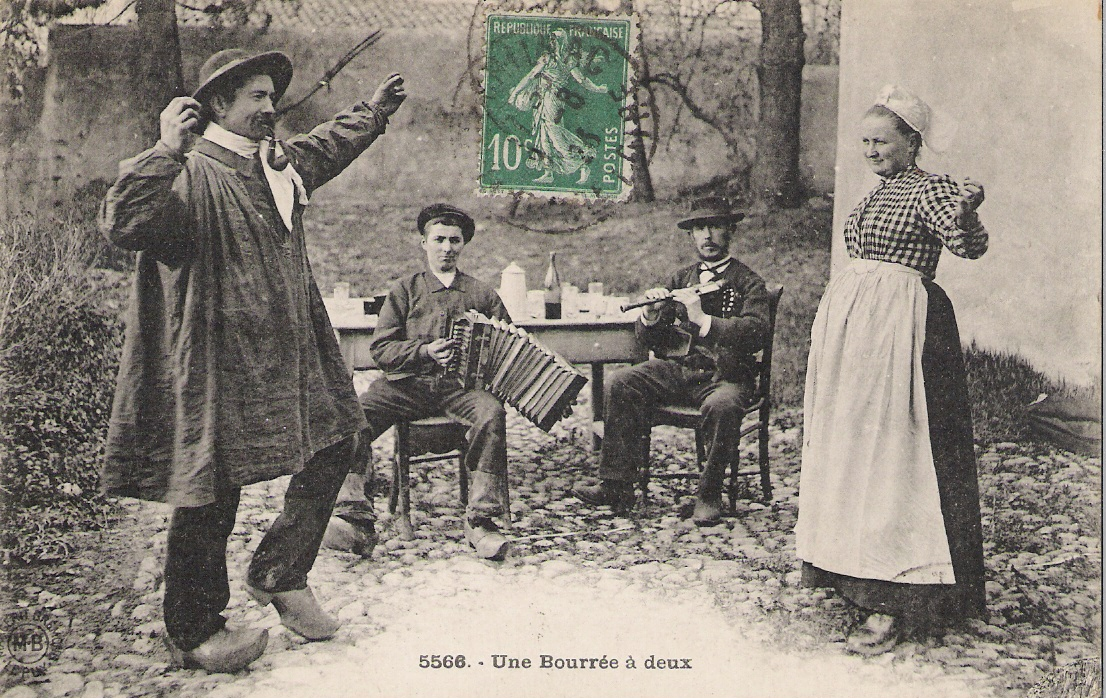
布蕾舞曲

布蕾舞曲（Bourrée），一種輕快的二拍子法國舞曲，從16世紀末期開始在歐洲流行，18世紀時，常作為組曲的組成部分。常見的拍子記號為2/2（偶然為4/4），一般都從小節的最後一個四分音符開始。巴赫的《布蕾舞曲》和亨德爾的《水上音樂組曲》第八首都是著名的布蕾舞曲。 
另外有一種3拍子的舞曲也被稱為布蕾，流行於法國中部的奧弗涅山區。